# Hot Potatoes
Pour les articles homonymes, voir Hot et Potatoes.
Hot Potatoes (en français : « patates chaudes ») est une suite logicielle incluant cinq applications permettant de créer des exercices scolaires publiables et utilisables en ligne sur le Web. 
Ces 5 applications sont :
- JQuiz (éditeur de questionnaire à choix multiples (QCM) ou quiz)
- JCloze
- JCross (éditeur de mots croisés)
- JMix
- JMatch (éditeur d'exercices d'appariement)

Hot Potatoes vient avec une sixième application appelée The Masher (littéralement : le presse-purée), qui permet de compiler tous les exercices en une seule unité.
Le J de ces applications désigne une programmation en JavaScript, mais des sites en HTML peuvent être mis de façon interactive au milieu du matériel d'apprentissage. 
Hot Potatoes est disponible pour les ordinateurs Windows, Linux et Mac.
Hot Potatoes n'est pas un logiciel libre, mais depuis 2009, il est gratuit pour les utilisateurs des secteurs de l'éducation publique, ou à but non lucratif - la condition étant que ces utilisateurs doivent ensuite rendre leurs contenus disponibles publiquement sur Internet. Les autres utilisateurs doivent payer une licence.
Hot Potatoes a été créé par l'équipe de recherche et développement du Humanities Computing and Media Centre à l'Université de Victoria, en Colombie Britannique (Canada). Les aspects commerciaux du logiciel sont gérés par une société nommée Half-Baked Software Inc.
Les exercices de Hot Potatoes peuvent être importés dans une plateforme d'apprentissage en ligne comme Moodle, Dokeos ou Chamilo.